# Eroe

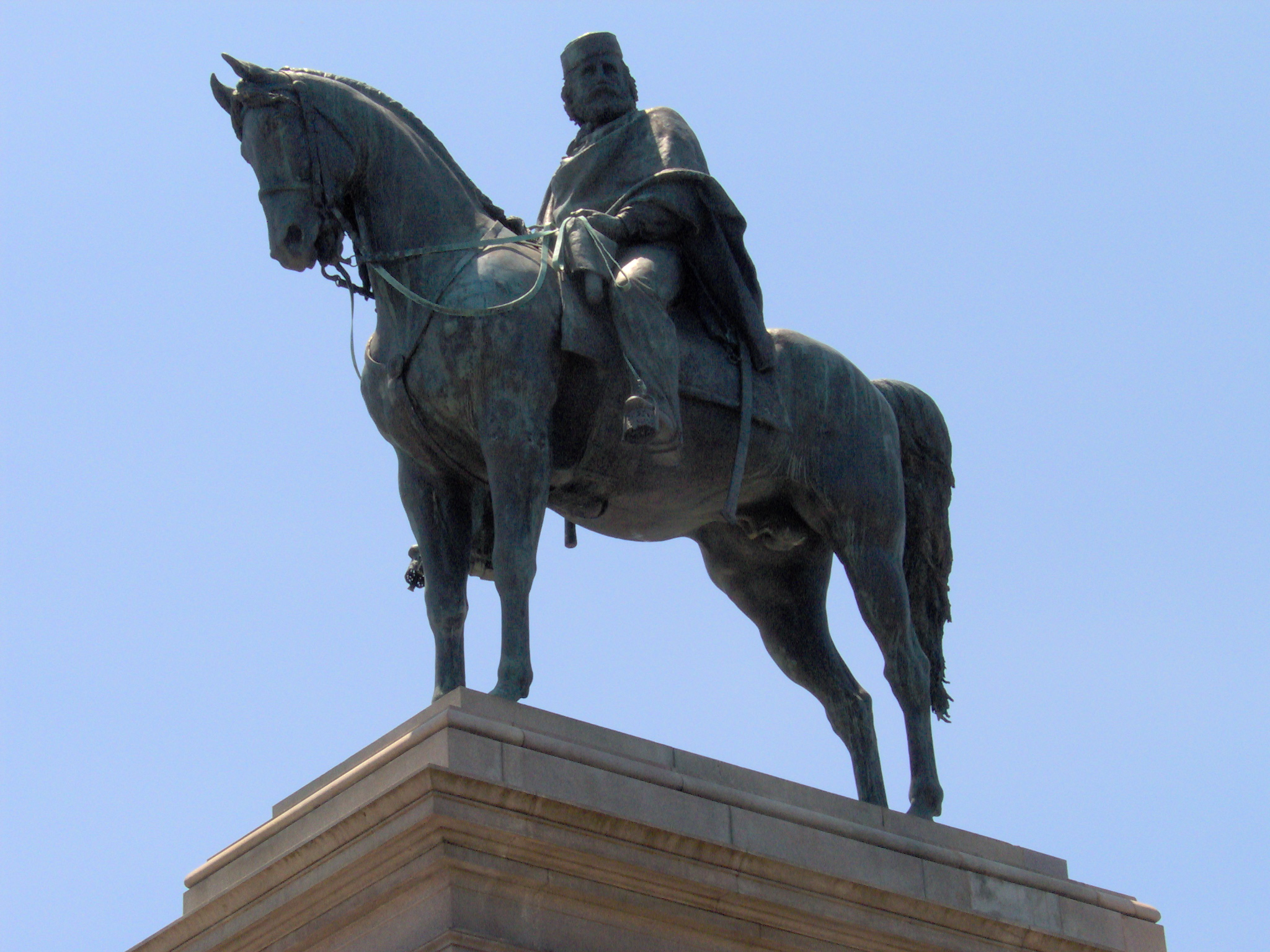
Monumento equestre a Giuseppe Garibaldi, l'Eroe dei due Mondi

Un eroe o un'eroina, nell'immaginario collettivo, è una persona reale o un personaggio letterario, solitamente protagonista, che dà grande prova di magnanimità, forza d'animo, ingegno, abnegazione e coraggio in situazioni di pericolo e avversità, compiendo imprese che possono comportare il consapevole sacrificio di sé stesso, per un ideale o uno scopo benefico. 
L'archetipo dell'eroe dell'epica classica compiva gesta e imprese per amore della gloria e dell'onore. Nella letteratura classica, veniva venerato nella poesia epica eroica e celebrato attraverso antiche leggende di un popolo, che spesso viveva secondo un codice d'onore. 
Gli eroi postclassici e moderni, d'altra parte, compiono grandi azioni o atti disinteressati per motivi altruistici invece dell'obiettivo personale di ricchezza, orgoglio e fama. Il contrario dell'eroe è il cattivo.
La definizione di eroe è cambiata nel tempo e ve ne sono diversi esempi. Il dizionario Merriam Webster definisce un eroe come "una persona che è ammirata per atti grandi o coraggiosi o belle qualità".

## Storia
In ambito cinematografico, con eroe si intende anche il protagonista di una commedia o di un film. Tale uso deriva dal fatto che gli eroi mitologici erano spesso i protagonisti della tragedia greca.
Il termine eroe viene spesso scherzosamente usato, in ambito letterario o giornalistico, per enfatizzare o ridicolizzare i comportamenti tenuti dai personaggi narrati, soprattutto in campo sociale o sportivo.
Il termine greco antico ἣρως è molto probabilmente ricollegabile etimologicamente al verbo latino servo (nell'accezione di preservare): da ciò deriverebbe l'aspetto degli eroi come protettori degli uomini per il quale erano venerati nell'antichità.
In molti racconti un eroe è un uomo o una donna (di solito il protagonista) che possiede caratteristiche ed abilità maggiori di qualsiasi altra persona, che lo rende capace di compiere azioni straordinarie a fin di bene, per cui diventa famoso. Queste capacità non sono solo fisiche, ma anche mentali.
L'eroe, nella mitologia greca, è sovente un semidio, uomo (o donna) figlio di una divinità ed una persona mortale, dotato di particolari poteri; in casi eccezionali può essere anche un uomo comune (come Ettore ed Ulisse), con un coraggio decisamente superiore alla norma, in grado di tenere testa ai semidei.
Gli eroi achei avevano le seguenti caratteristiche:
- valore militare, coraggio;
- abilità;
- astuzia individuale;
- nella guerra e nel bottino conquistato trovavano la massima espressione della loro superiorità, la loro realizzazione, trovavano l'unica e più sublime ragione di vita;
- conseguire l'onore (che rappresentava la considerazione di cui godevano presso il popolo);
- al termine della lista vi era la famiglia.

Nella civiltà classica (greco-romana) l'eroe è fondamentale nella vita quotidiana: rappresenta il cittadino ottimo sia greco, perché provvisto di tutte qualità che l'uomo greco esalta e sogna, sia romano, in quanto o depositario di tutte le qualità del mos maiorum o simbolo del mito dell'homo novus di Sallustio e di Cicerone.
Peraltro, l'eroe è protagonista, nella letteratura classica, di gesta importantissime, che spesso non sono altro che giustificazioni delle origini delle grandi famiglie o dello stato. Un valido esempio è proprio Enea, figlio di Venere, che venne indicato da Virgilio nell'Eneide come il "primo latino". Il genere di cui è centro l'eroe è proprio il poema epico; per un poeta/scrittore, scrivere un poema epico, per molto tempo, circa sino a fine medioevo (alle origini dell'umanesimo e del rinascimento) era la massima aspirazione, proprio perché era il genere più apprezzato da menti pragmatiche e "infiammabili" come quelle dei romani.
La tomba dell'eroe viene chiamata heroon e su questa vengono a volte fatti dei sacrifici (soprattutto nell'antica mitologia greca e latina) che contribuiscono a mitizzare l'eroe ed a renderlo quasi simili ad una divinità, dato che in cambio gli venivano richiesti dalla società che lo venerava dei favori particolari.
Un segno fatto da questa passione è rimasto nel parlato e nella letteratura grazie al verbo cantare. Infatti indica un modo diverso di parlare, più alto e raffinato, del normale esprimersi, nella lingua comune, e nella letteratura si indica, in un proemio con invocazione alle muse, il termine "canto".
Gli eroi semplici delle favole vengono spesso accompagnati dagli antagonisti: tutto ciò che l'eroe non è e non deve essere.

## Eroe e mito

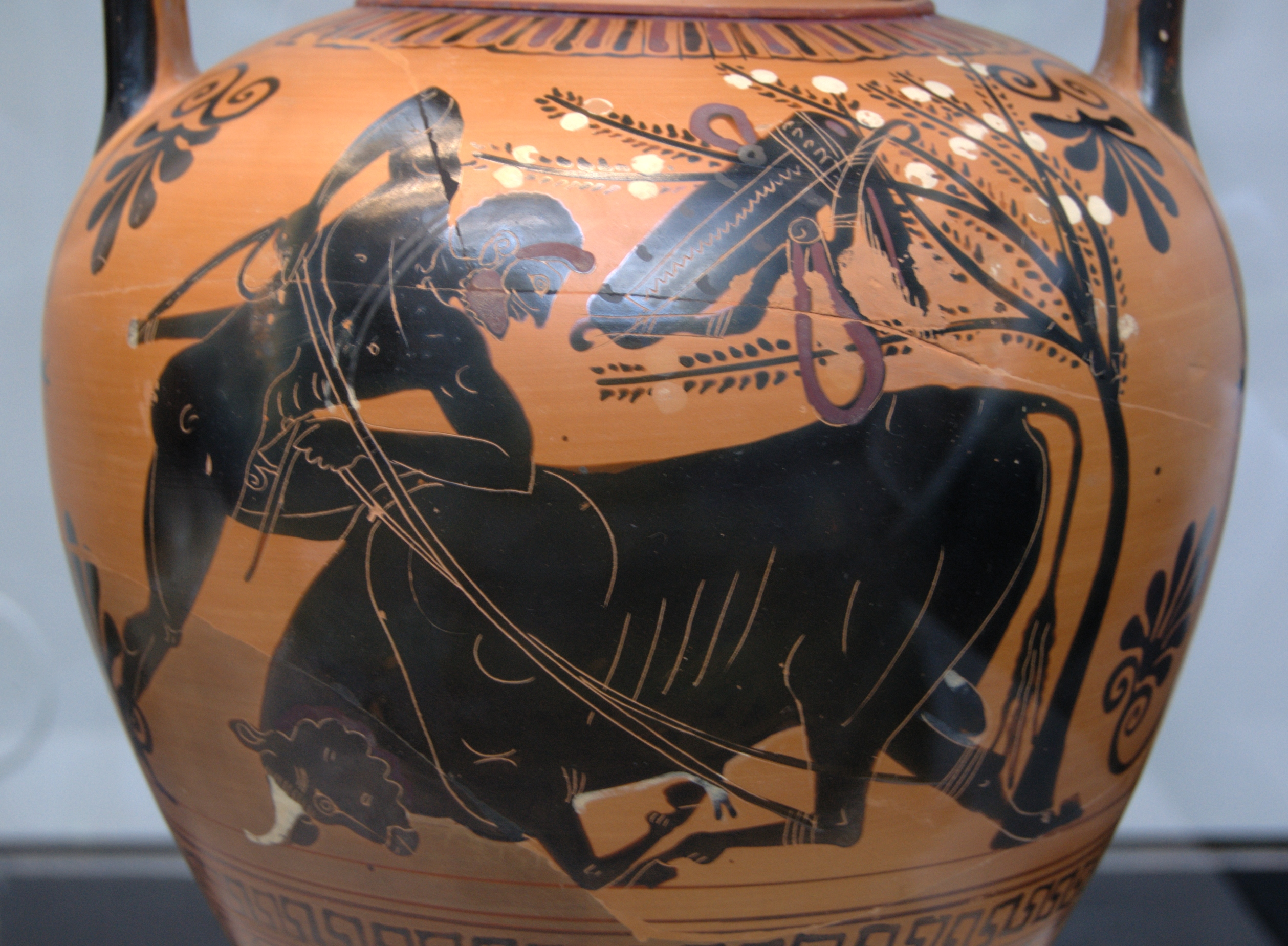
Eracle affronta il toro di Creta

Spesso eroe e mito si intrecciano. Tòpos fondamentale dell'eroe dal quale non si può prescindere è l'obiettivo finale che deve portare a compimento. 
Durante la sua vita egli può anche istituire un modus vivendi, egli cioè diventa una sorta di colonizzatore o di civilizzatore che introduce nuovi elementi nel determinato ambiente in cui si trova in quel momento. Diventa quindi un eroe culturale; nella mitologia greca se ne hanno vari esempi, come Orione, Eumolpo, Museo, Filammone, Orfeo. Anche Diomede, che fu grande guerriero sotto Tebe e Troia, viene ricordato per la sua opera civilizzatrice (egli agì in tal senso nell'Italia Meridionale).
Nella mitologia l'eroe è una sorta di aspirazione da parte di un popolo ad identificare la propria storia, le proprie usanze e, cosa più importante, la propria grandezza. Presso i Greci quasi tutti i grandi guerrieri dell'età mitica godettero di culto eroico dopo la morte

## Ideale eroico nella classicità

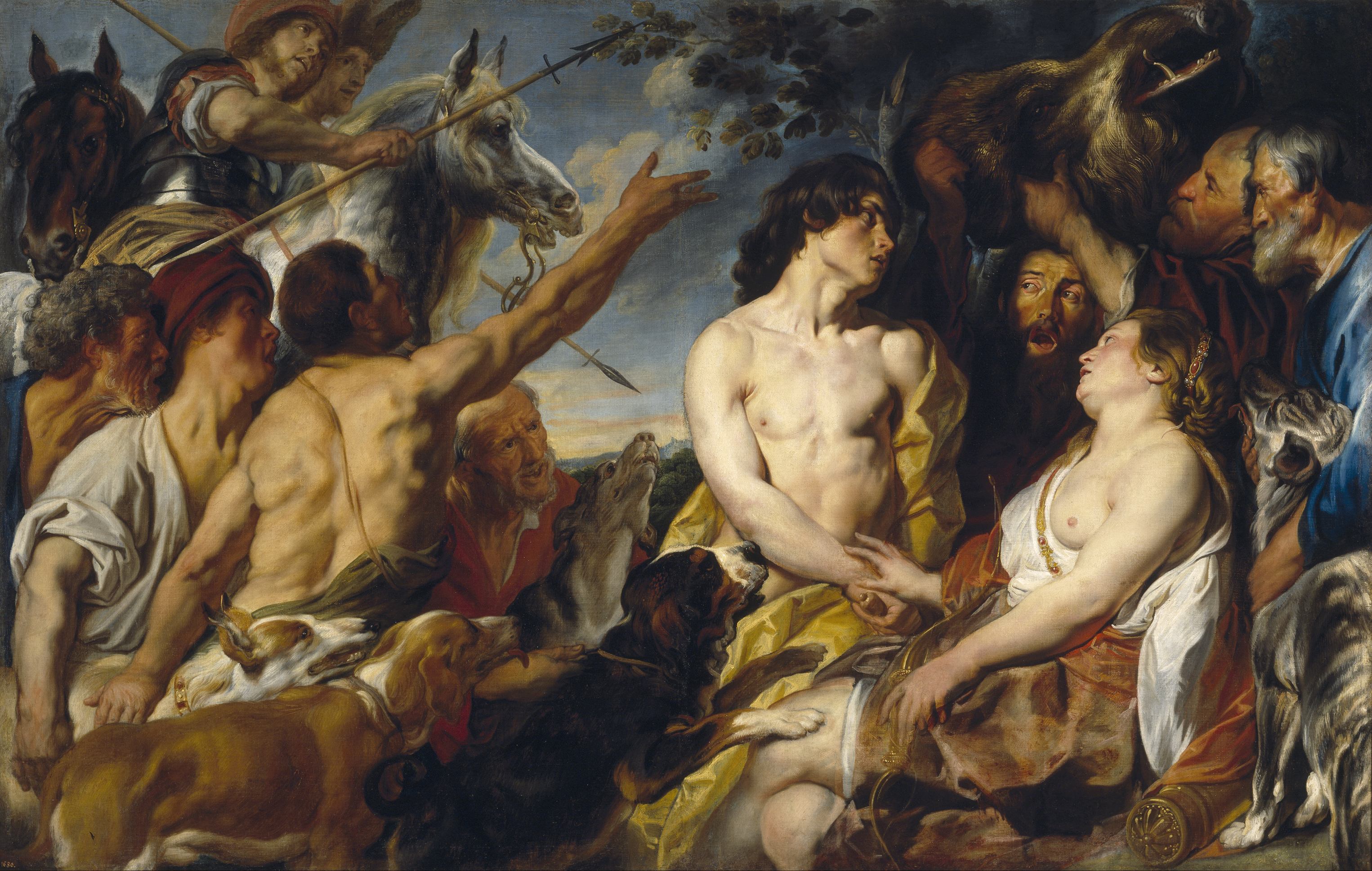
Meleagro e Atalanta, dipinto di Jacob Jordaens, conservato al Museo del Prado, Madrid

L'eroe classico è kalòs kai agathòs (καλὸς καὶ ἀγαθός = bello e buono) e rispecchia solitamente i valori aristarchici (ovvero basati sul principio del migliore, del nobile) in cui si riconoscevano sia i semidei sia gli esponenti della kalokagathìa della Grecia pre-ellenistica, inteso come ideale che coniugava la bellezza fisica all'agathìa, ovvero la bontà per i valori derivanti dalla loro istruzione. Infatti gli eroi, soprattutto nell'Iliade, possono dirsi storicamente parlando degli aristocratici: essi sono i comandanti dell'esercito, e nel periodo nel quale i poemi omerici si svolgono (età micenea), a detenere il potere erano le famiglie aristocratiche, dalle quali provenivano i re delle varie città. La bellezza non è esclusiva di semidei e condottieri: può trovarsi anche in altri giovinetti, arruolatisi con tutto il loro entusiasmo nonostante l'età particolarmente bassa, e dunque per questo degni di elogio da parte degli autori epici.

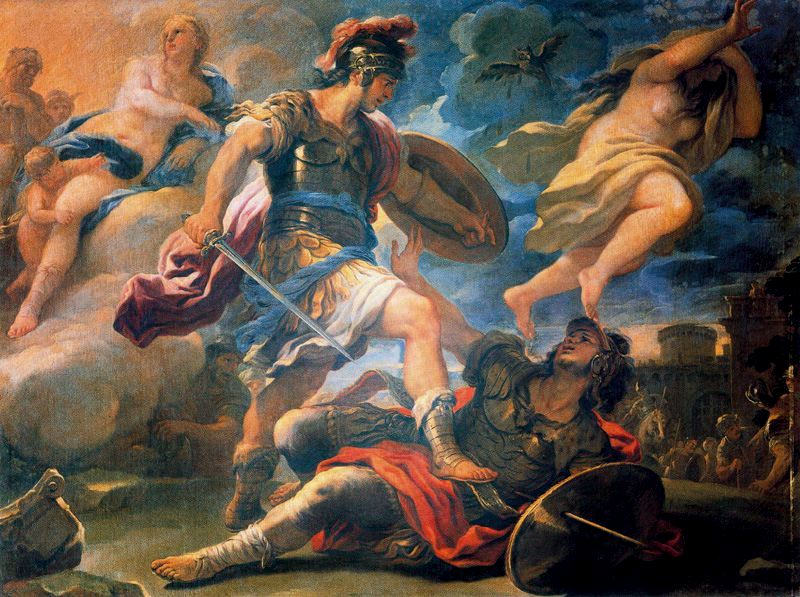
Il duello di Enea e Turno, opera di Luca Giordano

Gli eroi più belli nell'Iliade risultano essere Menelao, Achille (semidio), Ettore, Alcatoo, Polidoro (il figlio di Priamo e Laotoe), Nireo, Aiace Telamonio, Idomeneo (pur avanti negli anni), il sacerdote Ipsenore, il principe frigio Ascanio, Ifidamante, Rigmo; il poema omerico celebra anche un guerriero di umili origini, il giovane Simoesio, figlio di un pastore, insieme a Molione, auriga e valletto di Timbreo (un re alleato dei troiani, senza notazioni di prestanza fisica). Della bellezza di Reso, il giovane semidio e signore dei Traci alleato di Priamo nella guerra di Troia, non si dice in Omero (che pure lo cita nell'Iliade), ma in fonti successive. L'eroe più bello in assoluto sotto le mura di Troia è un altro semidio, Memnone, il re etiope nipote di Priamo: ciò viene affermato nell'Odissea da Ulisse, che al secondo posto mette il principe misio Euripilo, anch'egli nipote del re troiano. Altre fonti celebrano l'avvenenza di Troilo, figlio ultimogenito di Priamo ed Ecuba.
Nell'Eneide spiccano invece Turno (semidio), Lauso, Asture, l'adolescente Serrano (che viene ucciso prima di poter dimostrare il proprio valore), Clizio, Eurialo compagno di Niso , Clauso,  Camerte, Erminio e i nove figli dell'arcade Gilippo.  
L'Iliade e l'Eneide nominano molti semidei, tra cui lo stesso Enea, per i quali non si fa cenno della loro bellezza: essa tuttavia rimane implicita. Oltre agli eroi del ciclo troiano, ci sono quelli che appartengono alle generazioni precedenti. Questi erano perlopiù semidei, come Eracle, il più forte di tutti nel mito greco, che eliminò diversi mostri; Perseo, uccisore della Medusa e del mostro marino al quale era stata offerta in sacrificio Andromeda, sua futura moglie; Ati, il bellissimo arciere indiano dalla mira infallibile che prese parte a varie campagne militari già da fanciullo, venendo poi ucciso all'età di sedici anni da Perseo per essersi schierato con Fineo, zio di Andromeda e mancato sposo della ragazza; Meleagro, ricordato insieme ad Atalanta per aver abbattuto il cinghiale calidonio.

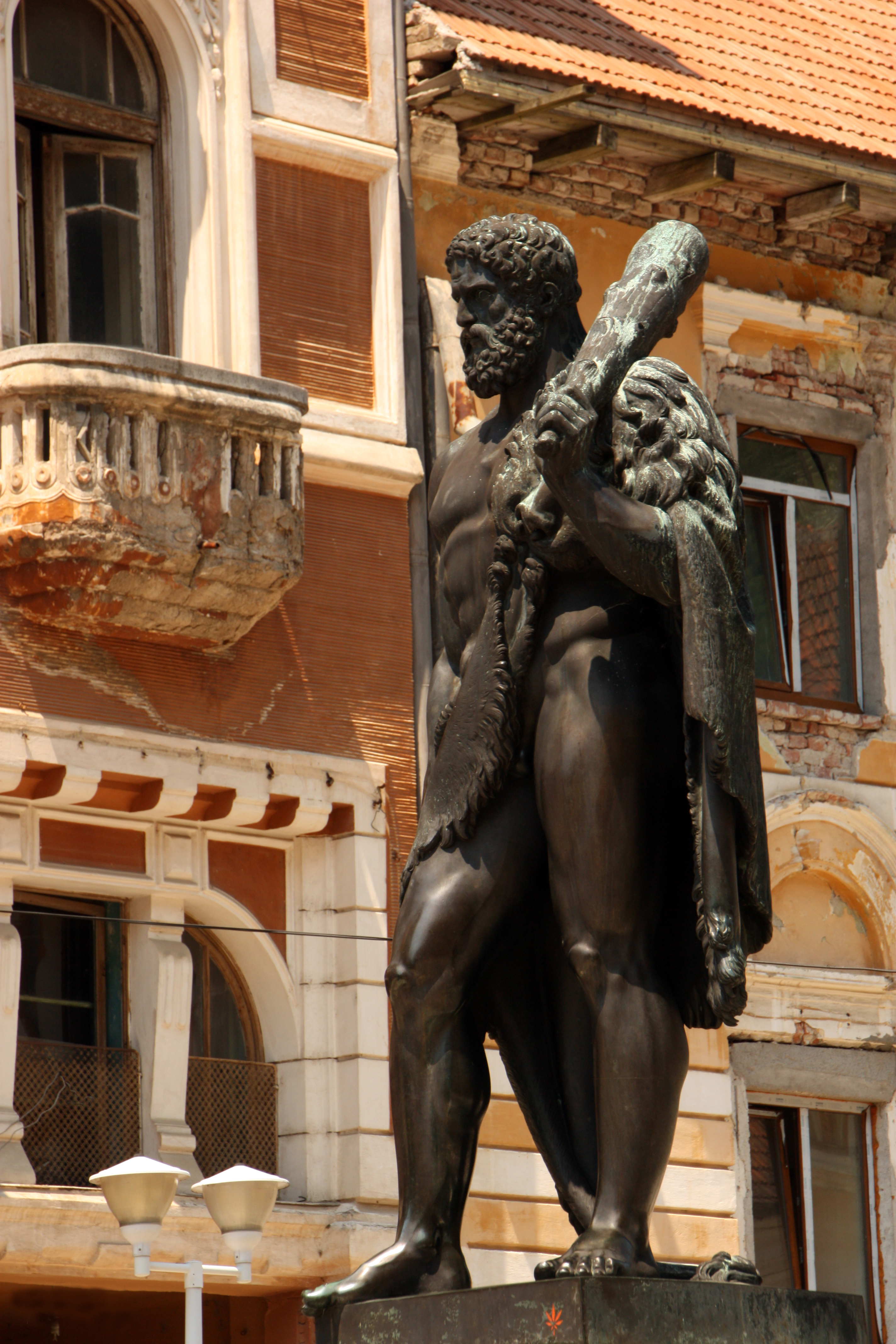
Statua di Eracle a Băile Herculane, Romania

Eracle, Meleagro e Atalanta furono anche i più famosi tra gli Argonauti, ovvero gli eroi che sotto il comando di Giasone s'imbarcarono sulla nave Argo alla volta della Colchide per impadronirsi del Vello d'oro; durante il lungo viaggio essi fecero scalo tra l'altro nel regno dei Dolioni, e qui per un terribile equivoco uccisero il giovanissimo re Cizico e alcuni suoi uomini, tra cui Artace, personaggio che ci è noto dalle sole Argonautiche di Apollonio Rodio, dove viene definito come uno dei più grandi guerrieri.. Un altro eroe illustre - benché comune mortale come Artace - fu Bellerofonte, che liberò la Licia dalla Chimera e dalle incursioni delle Amazzoni e dei Solimi.
I valori e gli obiettivi dell'eroe: τιμή καὶ κλέος (timè kai klèos), ovvero onore e fama. Gli eroi vivevano per compiere gesta gloriose in battaglia che avrebbero assicurato loro il ricordo da parte dei posteri. Una morte precoce può essere l'anticamera per una fama duratura. La condizione dell'eroe è tutt'altro che felice: egli è infatti sottomesso completamente al volere degli dei che lo guidano, lo fanno agire e decidono della sua vita e della sua morte.
Se gli eroi non potevano tornare a casa vivi e trionfanti, meglio era che cadessero nel difendere la propria patria. Nell'Iliade e nell'Eneide ogni volta che un eroe muore in guerra fa seguito il tentativo, da parte dei due schieramenti, di appropriarsi del corpo: l'esercito nemico desidera spogliarlo delle armi e a volte cerca di impedirgli gli onori funebri, mentre l'altro esercito vuole invece tenerlo per dargli una sepoltura o per cremarlo, così da onorare la salma. Essere spogliati delle armi è destino che tocca a molti guerrieri e non è da considerarsi infamante. L'onta suprema per l'eroe è la privazione della sepoltura, che dà disonore (αἰδώς, aidòs): nel caso in cui un eroe non venga sepolto o cremato dopo la morte, la sua memoria è destinata a perdersi; e, cosa ancora più grave, l'anima è tormentata e non può entrare nell'Ade: tale fu la sorte di Licaone, Asteropeo, Ennomo, Tarquito, Mimante e forse di Ippoloco. Ma si tratta di eccezioni: durante i periodi di tregua i cadaveri degli eroi caduti in mano ai nemici venivano perlopiù restituiti. L'esempio più lampante è quello di Ettore, cui Achille accordò gli onori funebri dopo averne tenuto il corpo per un po' presso di sé. Nell'Iliade sono due le tregue indette per permettere la sepoltura dei morti: durante la seconda vengono celebrati tra gli altri i riti funebri in onore di Patroclo e di Ettore. Nell'Eneide troiani e italici depongono temporaneamente le armi al termine della battaglia nella quale muoiono tra gli altri Pallante, Lauso e Mezenzio; anche qui i combattimenti vengono interrotti per procedere con le esequie per le vittime.
Tersite e Dolone sono invece i due esempi più famosi di antieroe. Infatti essi vengono descritti come persone deformi e con pochi capelli; mentre per gli eroi non vi è in genere una descrizione esauriente della loro bellezza, se non con vaghe espressioni del tipo "dall'aspetto imponente" oppure "dalla luminosa chioma", che rappresentano piuttosto dei semplici dettagli della figura complessiva. Tersite, nella mentalità della cultura eroica omerica, è un personaggio spregevole che incarna valori antipodici a quelli della kalokagathìa, infatti oltre ad avere un aspetto sgradevole si mostra vile e spavaldo con i suoi superiori (era inconcepibile che un uomo del volgo potesse sfidare l'autorità dei nobili, facendolo per di più in nome della codardia e del disonore). Quanto a Dolone, fatto prigioniero da Diomede, egli arriva addirittura a fare opera di delazione pur di aver salva la pelle: ma l'acheo lo decapiterà, disgustato dal suo ignobile comportamento.
Il valore militare di un eroe è l'aretè; quello che egli riceve o guadagna in battaglia è il geras.